# Aulus Terentius Varro Murena
Aulus Terentius Varro Murena werd geadopteerd door Aulus Terentius Varro, wiens naam, zoals de gewoonte was, hij aannam. Drumann veronderstelt dat hij de zoon van de consul Lucius Licinius Murena was, wat niet onwaarschijnlijk is.
Tijdens de burgeroorlogen zou hij zijn eigendom hebben verloren en Gaius Proculeius, een eques, zou hem een deel van zijn eigen eigendom hebben gegeven. Deze Proculeius wordt de broer van Varro genoemd, maar indien wij de woorden van Horatius letterlijk nemen, had Proculeius meer dan één broer. Drumann veronderstelt dat deze Proculeius een zoon was van Gaius Licinius Murena, de broer van de Lucius, die door een Proculeius was geadopteerd. Dit zou van Proculeius een neef van Varro maken. Het was gebruikelijk genoeg onder de Romeinen om een neef broer te noemen (frater patruelis en frater).

## Aosta
Murena werd in 25 v.Chr. door Augustus uitgestuurd tegen de Salassi in de Alpen in het huidige Valle d'Aosta. Hij bracht hen onder het gezag van Rome, verkocht de mannen als slaven en het merendeel van het gebied werd onder pretorianen verdeeld, die de stad Augusta Praetoria bouwden, het huidige Aosta.
Murena werd vervolgens benoemd tot consul suffectus voor het jaar 23 v.Chr.. In 22 v.Chr. was hij in de samenzwering van Fannius Caepio betrokken, ter dood veroordeeld en geëxecuteerd, ondanks de tussenkomst van Proculeius en Terentia, de zus van Murena. Cassius Dio noemt hem Licinius Murena, wanneer hij spreekt over de dood van Murena, hoewel hij hem reeds had vermeld als Terentius Varro. Dergelijke naamsverwarring komt wel meer voor wanneer antieke auteurs spreken over geadopteerde personen. Horatius spreekt Murena aan als Licinius en wenst waarschijnlijk hem te adviseren op zijn woorden en houding te letten.

## Voetnoten
1. ↑  Carm. II 2.
2. ↑  Cass. Dio, LIII 25; Strab., p. 206, ed. Casaub.
3. ↑  LIV 3.
4. ↑  LIII 25.
5. ↑  Carm. II 10.